# Amadeo Bordiga
Amadeo Bordiga ( 13 de junho de 1889 — 23 de julho de 1970) foi um destacado marxista e teórico italiano, fundador do Partido Comunista da Itália, um dos líderes da Internacional Comunista e mais tarde uma figura de liderança no Partido Comunista Internacional. Embora associado ao PCIt, Bordiga fora expulso em 1930, acusado de trotskismo.
Bordiga é considerado um dos mais notáveis representantes da esquerda comunista da Europa.

## Biografia
Bordiga nasceu em Resina, na província de Nápoles, opositor ativo à guerra colonial italiana na Líbia, Bordiga militou ativamente no Partido Socialista Italiano, fundando o círculo Karl Marx em 1912. Rejeitava uma abordagem pedagógica ao trabalho político e desenvolveu uma teoria do partido, segundo a qual este constituía uma forma de organização de objetivos não imediatos e que em termos sociológicos, não necessariamente pertenciam à classe trabalhadora, isto não significava uma compreensão do partido como separado do restante da classe, mas sim como uma parte desta.  Se opunha profundamente à democracia e a associava ao eleitoralismo burguês, declarando:
"Assim, se houver uma completa negação da teoria da ação democrática, ela encontra-se no socialismo."
Il Socialista, 1914
Opôs-se à autonomia do grupo parlamentar do Partido Socialista Italiano, à realização de alianças com setores e partidos burgueses bem como se colocou contra a influência política da maçonaria , tal como a maioria dos socialistas dos países latinos. 

### No Partido Comunista de Itália
Após a revolução de Outubro, Bordiga junto de outros comunistas formaram a fração Abstencionista dentro do Partido Socialista Italiano, opondo-se à participação em eleições burguesas e a tática de alianças, democratismo e pacifismo a qual identificavam ser predominante no Partido Socialista Italiano. Este grupo, junto do grupo L'Ordine Nuovo de Turin, formariam o núcleo do que viria ser o Partido Comunista da Itália (PCd'I, Partito Comunista d'Italia) - fundado em Livorno em Janeiro de 1921. Isto veio depois de um longo período de conflito no PSI que tinha em 1919 concordado em se juntar à Internacional Comunista mas que ao mesmo tempo se recusava a expurgar a sua ala reformista. No decurso deste conflito Bordiga compareceu ao Segundo Congresso da Internacional Comunista em 1920 onde contribuiu com a adição de duas condições à lista proposta por Lenin para o ingresso na Internacional. Bordiga é criticado por Lenin em sua obra "Esquerdismo: Doença Infantil do Comunismo" , esta obra no entanto foi bem aceita entre os Comunistas da Esquerda Italiana , que defendiam que a posição abstencionista assumida por eles não assumia o caráter de princípio e sim de uma consideração tática, defendendo o texto contra o que acreditavam ser a sua distorção por oportunistas e reformistas que o interpretam como uma "autorização de Lenin" de se tornarem partidos reformistas, democratas e parlamentares.
Para Bordiga, a classe pressupõe a existência de um partido, que assume a direção da ação da classe e assume a tarefa não de conseguir o apoio de uma maioria mas em se concentram na organização de uma insurreição armada pelo proletariado, que tomando o poder faria uso deste para dar cabo à abolição do capitalismo e a imposição de uma sociedade comunista. Bordiga identificava a ditadura do proletariado com a ditadura do partido e defendia que o estabelecimento desta ditadura deveria ser o principal e irredutível objetivo do Partido Comunista.
Esta posição era aceita pela maioria dos membros do Partido Comunista de Itália, o que o colocaria em conflito com a Internacional Comunista que em 1921 adotaria a tática da "frente unida" com organizações reformistas para lutar por novas reformas ou mesmo na formação de um "governo trabalhador". Bordiga entendia esta tática como um retorno às táticas ultrapassadas da social democracia durante o pré guerra, táticas essas que teriam transformado esses partidos em partidos reformistas.
Bordiga foi preso em Fevereiro de 1923 pelo governo de Benito Mussolini, ele teve que abrir mão de seu posto como membro do Comitê Central do PCd'I mas, quando foi liberado mais tarde no ano, decidiu não reivindica-lo, assim implicitamente aceitando a sua posição como oposicionista. Em 1924, a Esquerda perdeu controle do PCd'I para um grupo pro-Moscow cujo líder, Gramsci, se tornou Secretário Geral do Partido em Junho. No terceiro congresso do PCd'I, realizado em Lyon, França em Janeiro de 1926 realizado sem a participação de boa parte dos membros da Esquerda Comunista, que sem apoio da Internacional Comunista, não conseguiram comparecer ao congresso, o grupo pró-soviético decidiu rejeitar as teses propostas por Bordiga e assumir as da minoria estalinista no Partido.
A última reunião a que Bordiga compareceu foi o encontro do Comitê Executivo da Internacional Comunista em 1926, mesmo ano onde confrontou o líder da União Soviética, Josef Stalin ao propôr que os Partidos Comunistas deveriam, em razão da realidade supra-nacional do movimento proletário, decidir em conjunto sobre o governo da União Soviética. Stalin e seus colegas rejeitaram friamente a proposta e Bordiga o acusou o líder soviético de ser um "coveiro da revolução".
Após 1944, contribuiu anonimamente para jornais como Battaglia Comunista, Il Programma Comunista, e  Promoteo. Desenvolveu uma teoria sobre a União Soviética, segundo a qual a impostura estalinista fizera um país em transição não mais ao socialismo mas sim a um capitalismo desenvolvido, Permaneceu pro-Lenin e manteve a sua defesa da doutrina Marxista, tendo se tornado membro em 1949 do Partido Comunista Internacionalista de Bruno Maffi e Onorato Damen, a entrada de Bordiga no partido em 1949 precipitou a formação de blocos opostos. Para Bordiga, era necessário um retorno a Lenin e às teses da esquerda italiana antes de 1926, rejeitando as contribuições do grupo da revista Bilan sobre a questão nacional, os sindicatos e o estado de transição. Bordiga também considerava que o imperialismo norte-americano seria mais perigoso que o soviético. Foi em todas essas questões que e não na das eleições (que Damen entretanto rejeitou) que a cisão ocorreu entre Maffi e Bordiga de um lado, e Damen e Stefanini do outro. Em 1952, a maioria parecia seguir Damen, que rejeitara a ideia de conquistar os sindicatos e a posição quanto às lutas de libertação nacional além de recusar que o poder fosse exercido pelo partido em nome do proletariado.
A partir de 1952 passaram a haver dois Partidos Comunistas Internacionalistas, ambos reivindicando Lenin e a esquerda italiana. O liderado por Bordiga manteve a publicação do Il Programma Comunista, enquanto o grupo de Damen continuou a publicar Prometeo e Battaglia Comunista. Os nomes das publicações refletiam as diferentes linhas estratégicas - a facção de Bordiga preferindo preservar e aprofundar o que consideravam ser a pureza da linha ideológica, e a de Damen preferindo o envolvimento na luta política e social.
O partido de Bordiga cresceu a nível internacional, estabelecendo-se em vários países e por algum tempo tornando-se a principal organização na linha da Esquerda Comunista (já o partido de Damen iria mais tarde dar origem ao Instituto Internacional para o Partido Revolucionário / Tendência Comunista Internacionalista).
Em 1964 houve uma nova cisão em oposição às teses que Bordiga apresentou na reunião do partido em Florença, que tentou definir novos critérios baseados no centralismo orgânico. Esta nova cisão adotou o nome de Rivoluzione Comunista (RC) e fez a sua crítica ao programa do partido, propondo uma intervenção mais ativa entre a classe operária. Após essa cisão, o partido de Bordiga alterou o nome para Partido Comunista Internacional.
Até à sua morte em 1970, Bordiga dedicou-se a desenvolver as bases teóricas e políticas do partido, que se tornou verdadeiramente internacional de fato e não apenas de nome nos anos 60, em textos da sua autoria como as "Teses Fundamentais do Partido" (1951), "Considerações sobre a atividade orgânica do partido quando a situação geral é desfavorável historicamente" (1965), "Teses sobre o Dever Histórico, a Ação e Estrutura do Partido Comunista Mundial" (1965) e "Teses Suplementares" (1966).